# Södra Ljunga kyrka
Södra Ljunga kyrka är en kyrkobyggnad som tillhör Södra Ljunga församling i Växjö stift. Kyrkan ligger i samhället Södra Ljunga i Ljungby kommun.

## Kyrkobyggnaden
Den ursprungliga stenkyrkan uppfördes någon gång på 1100-talet eller 1200-talet. Den bestod av ett långhus med ett rakslutet kor i öster. En stor om- och nybyggnad genomfördes 1790-1792 efter ritningar av arkitekt Gustaf af Sillén. Långhuset breddades åt söder och förlängdes åt väster medan koret breddades åt söder. Av murarna från den ursprungliga kyrkan återstod den norra långhusmuren och korets östra mur. Till koret fogades en ny sakristia och vid långhusets västra sida uppfördes ett kyrktorn. Tornet med sina fyra ljudöppningar försågs med en pyramidformad huv i två avsatser krönt med ett kors. Kyrkklockorna som tidigare haft sin plats i en fristående klockstapel flyttades till tornet. Den ena kyrkklockan är gjuten 1634 och andra kyrkklockan är omgjuten 1833. Genom dessa förändringar fick medeltidskyrkan en nyklassicistisk exteriör. Interiören är av salkyrkokaraktär med trätunnvalv. Ingången till sakristian är belägen bakom altaruppställningen.

## Inventarier
- Predikstolen som är renässans inspirierad är tillverkad 1657. Ljudtaket tillkom 1717.
- Altaruppsatsen i barock från 1711 är utförd i två avdelningar. Den nedre avdelningen har motivet "Kristi nedtagande från korset". Den övre föreställer” Kristus på korset med Maria och Johannes stående nedanför”. Motiven som omges av en rikedom av skurna förgyllda akantusrankor flankeras av Kristus med världsklotet i handen och Moses med lagens tavlor. Altaruppsatsen kröns av Carl XII:s namnchiffer flankerat av putti.
- Dopfunt utförd i marmor.
- Golvur från 1700-talet.
- Sluten bänkinredning.
- I vapenhuset finns en runsten.

## Orgel
- 1798 bygger Lars Strömblad, Ödeshög en orgel till kyrkan.
- 1865 byggde Carl Elfström en orgel med fasad och 12 stämmor.
- 1939 bygger John Grönvall Orgelbyggeri, Lilla Edet en pneumatisk orgel till kyrkan.

| Manual I      | Manual II           | Pedal       | Koppel  |
| Principal 8´  | Gedackt 8´          | Subbas 16´  | I/P     |
| Borduna 8´    | Salicional 8´       | Oktavbas 8´ | II/P    |
| Oktava 4´     | Voix Celeste 8´     |             | II/I    |
| Flöjt 4´      | Principal 4'        |             | I 4'/I  |
| Mixtur 3 chor | Flautino 2'         |             | II 4'/I |
|               | Sesquialtera 2 chor |             | II 4'/P |

- 1997 installerades nuvarande orgel.